# Ловчицкая мечеть
Ловчицкая мече́ть (бел. Лоўчыцкая мячэць) — мечеть в деревне Ловчицы. Здание построено в 1688 году. После Второй мировой войны закрыта, была в полуразрушенном состоянии. Восстановлена в 2002 году. Памятник истории и культуры.

## История
Существует мнение, что мусульманская община в Ловчицах появилась приблизительно в 1420 году. Такую дату предложил Станислав Кричинский, ссылаясь на предания. Исследователь Станислав Думин считает, что первое здание мечети, являющейся одной из наистарейших в Великом Княжестве Литовском, было построено в 1530-е годы. Тогда, в начале XVI столетия, земля в Ловчицах находилась во владении князя Мартузы Богатыревича. Не позднее 1558 года для мечети, в которой служил мулла (должность священнослужителя в XVIII веке переходила от отца к сыну в роде Асановичей), была выделена земля. Леон Кричинский отмечает, что сохранившееся к началу XX столетия здание возведено в 1688 году. В 1783 году муллой Ловчицкой мечети был избран Ахмет Асанович.

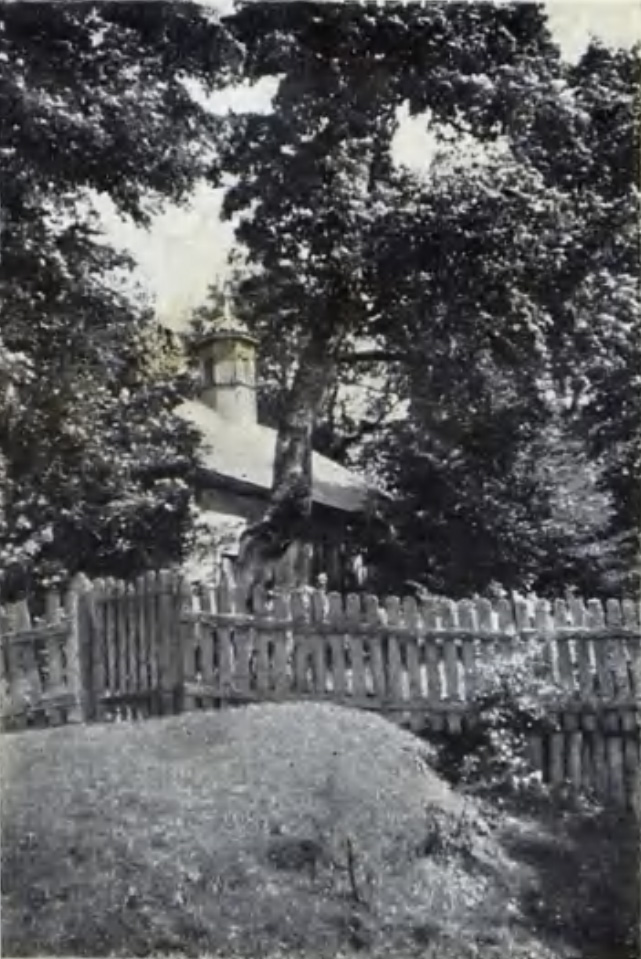
Мечеть в Ловчицах, 1930-е годы

В межвоенной Польше здание взято под охрану государства. После окончания Великой Отечественной войны властями запрещается ремонт храма, который затем закрывается. Само здание было в печальном состоянии: крыша и купол обвалились, пол сгнил. В 1990 году проведён проект реконструкции здания. В 1999 году начались работы по восстановлению мечети, которая 5 июля 2002 года была торжественно открыта. В реставрации мечети принял участие польский фонд «Res Publica Multiethnica».

### Могила Контуся

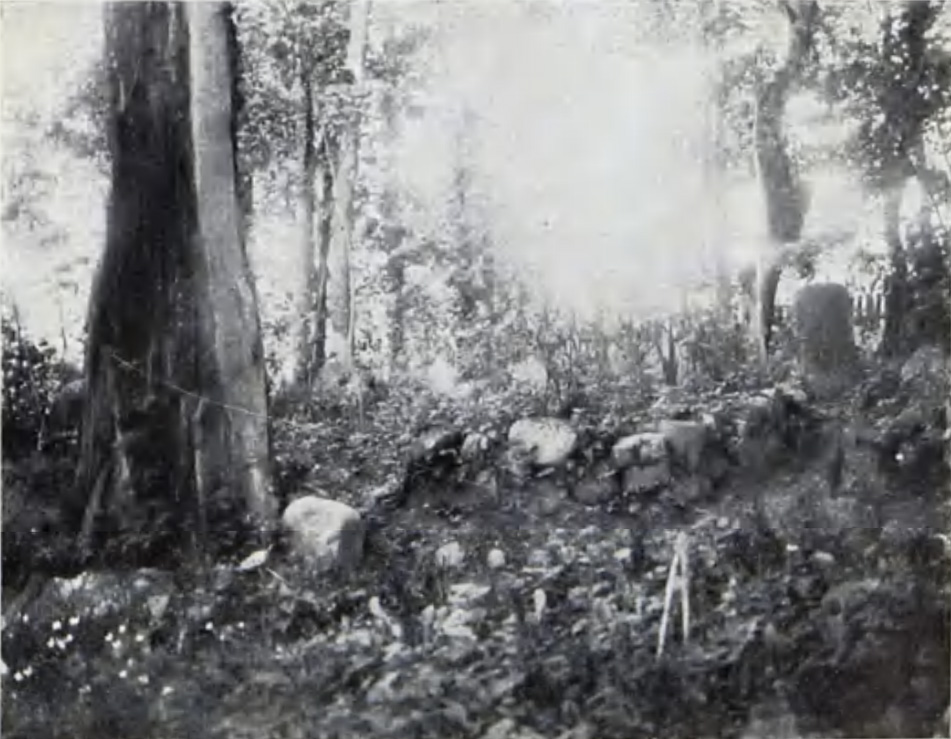
Могила святого Контуся

Рядом с мечетью расположено кладбище, на котором находится могила святого Контуся. Существует посвящённая Контусю легенда, краткая версия которой была опубликована собирателем белорусского фольклора Михаилом Алексеевичем Дмитриевым в 1859 году в «Вестнике Императорского Русского географического общества». То же предание, но уже в расширенном варианте, появилось на страницах «Виленского вестника» в 1861 году. По легенде Контусь обладал способностью мгновенно перемещаться в Мекку.

## Архитектура
Мечеть представляет собой продольное деревянное срубовое здание с михрабом, который накрыт двухскатной крышей. Также имеется минарет, который своим видом напоминает маковку церкви. Такие маковки характерны для деревянных православных и униатских храмов XVI—XVII веков.